# Teresa Górzyńska

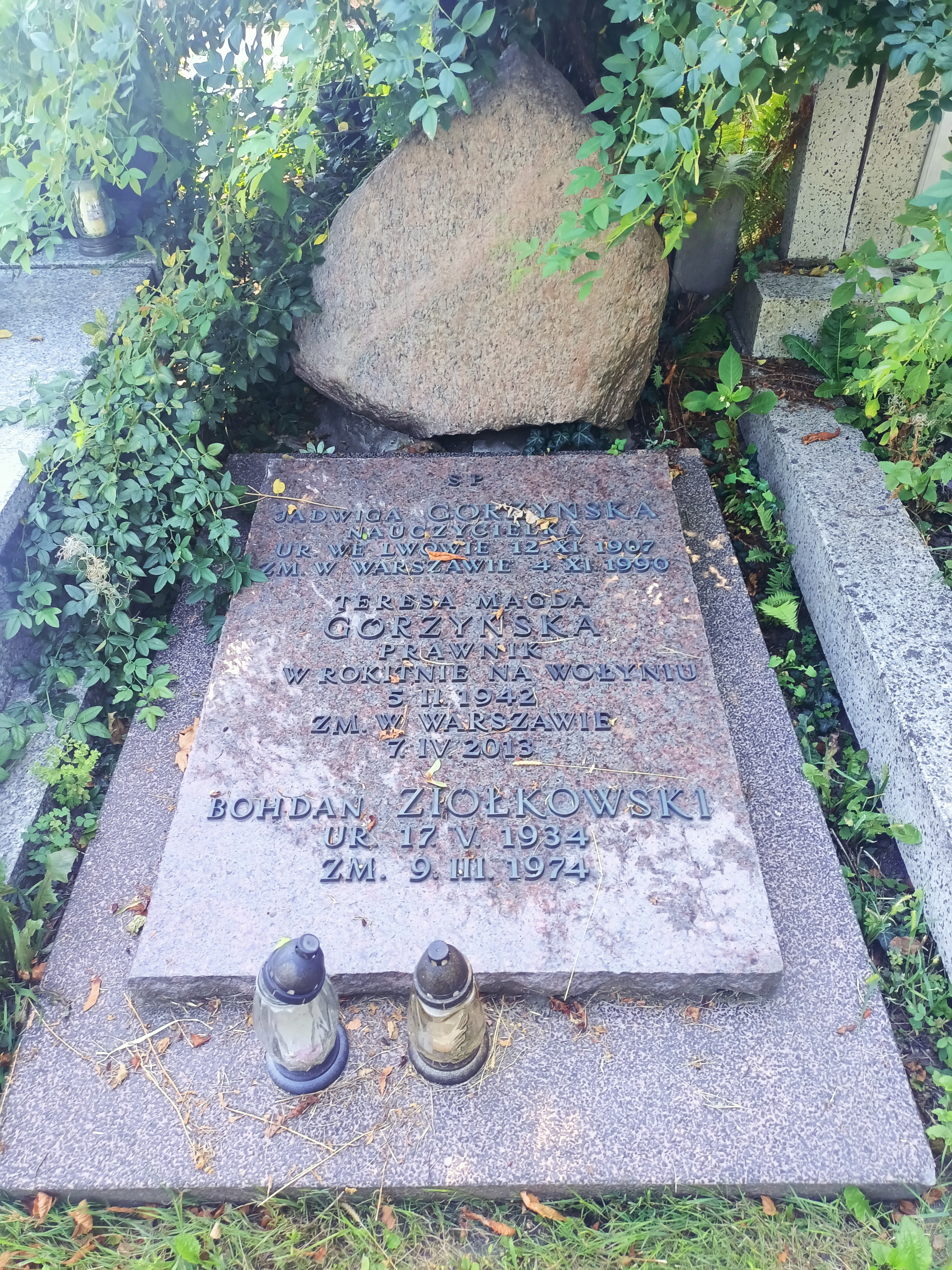
Grób Teresy Górzyńskiej na Cmentarzu Wojskowym na Powązkach

Teresa Magda Górzyńska (ur. 5 lutego 1942 w Rokitnie, zm. 7 kwietnia 2013 w Warszawie) – polska prawniczka, specjalistka prawa administracyjnego.

## Życiorys
Teresa Górzyńska w 1968 ukończyła studia prawnicze na Uniwersytecie Jagiellońskim. W 1982 obroniła w Instytucie Nauk Prawnych Polskiej Akademii Nauk napisaną pod kierunkiem Janusza Łętowskiego rozprawę doktorską Stanowiska kierownicze w administracji. W 1999 habilitowała się tamże w dziedzinie nauk prawnych, przedstawiwszy dzieło Prawo do informacji i zasada jawności administracyjnej. Orzecznictwo Sądu Najwyższego, Naczelnego Sądu Administracyjnego i Trybunału Konstytucyjnego.
Jej zainteresowania naukowe obejmowały prawo administracyjne, prawo do informacji publicznej, prawo urzędnicze. Była współtwórczynią i orędowniczką prawa dostępu do informacji publicznej oraz polskiego ustawodawstwa w tym zakresie.
W latach 1975–1989 i 1991–2013 pracowała w Instytucie Nauk Prawnych PAN, gdzie doszła do stanowiska profesor nadzwyczajnej. Kierowała tamtejszym Zakładem Prawa Administracyjnego. Była członkinią rady naukowej GIODO, ekspertką Sejmu oraz Rady Europy, a także doradczynią w Najwyższej Izbie Kontroli i Urzędzie Rady Ministrów.
Wśród wypromowanych przez nią doktorów znalazł się Mateusz Błachucki.
Pochowana na Cmentarzu Wojskowym na Powązkach.